# Lijst van vrijmetselaars uit het Verenigd Koninkrijk
Dit is een lijst van bekende vrijmetselaars uit het Verenigd Koninkrijk.
Opmerking vooraf: aangezien er een strikte zwijgplicht bestaat onder logebroeders over alles wat binnen de muren van de zittingen gebeurt en over het lidmaatschap, is het soms moeilijk het lidmaatschap van personen te verifiëren.
Brits vrijmetselaars:
- James Anderson,[1] predikant en ontwerper van de constituties van de vrijmetselarij
- Thomas Arne,[2][3] componist
- Annie Besant,[4] maatschappelijk strijder, theosofe (D.H.)
- Robert Burns,[2][3] dichter
- Winston Churchill,[2][3] (tot 1912) politicus (U.G.L.E.)
- John Theophilus Desaguliers,[5] grootmeester (U.G.L.E.)
- Arthur Conan Doyle,[2] schrijver van Sherlock Holmes romans (U.G.L.E.)
- Eduard VII,[2][3] koning van Groot-Brittannië (U.G.L.E.)
- Eduard VIII,[2][3] koning van Groot-Brittannië (U.G.L.E.)
- Alexander Fleming,[2] ontdekker van de penicilline (U.G.L.E.)
- George V,[3] koning van Groot-Brittannië (U.G.L.E.)
- Rudyard Kipling,[2][3] schrijver (U.G.L.E.)
- Thomas Lipton,[2] handelaar
- Arthur Sullivan,[2][3] componist